# Neco (zanger)
Neco (Istanboel, 24 juli 1948) is een Turkse zanger. Zijn echte naam is Nejat Özyılmaz.
Hij vertegenwoordigde Turkije op het Eurovisiesongfestival 1982 met het lied Hani, daarvoor won hij eerst de preselectie Eurovision sarki yarismasi. Op het songfestival werd hij 15de, een van zijn backing vocals was Olcayto Ahmet Tuğsuz die in 1978 in de band Nazar zong.
In 1984 probeerde hij te herkansen maar hij werd 2de in de preselectie met Olmaz olsun. Ook in 1989 deed hij weer mee, dit keer met Fora Fora, hij kon echter geen rol van betekenis spelen en eindigde 11de op 16 finalisten.
1975: Semiha Yankı · 
1978: Nilüfer & Nazar · 
1980: Ajda Pekkan · 
1981: Modern Folk Trio & Ayşegül · 
1982: Neco · 
1983: Çetin Alp & The Short Waves · 
1984: Beş Yıl Önce On Yıl Sonra · 
1985: MFÖ · 
1986: Klips ve Onlar · 
1987: Seyyal Taner & Lokomotif · 
1988: MFÖ · 
1989: Pan · 
1990: Kayahan · 
1991: İzel Çeliköz, Reyhan Karaca & Can Uğurluer · 
1992: Aylin Vatankoş · 
1993: Burak Aydos · 
1995: Arzu Ece · 
1996: Şebnem Paker · 
1997: Şebnem Paker & Grup Etnik · 
1998: Tüzmen · 
1999: Tuba Önal & Grup Mistik · 
2000: Pınar Ayhan & Grup SOS · 
2001: Sedat Yüce · 
2002: Buket Bengisu & Grup Safir · 
2003: Sertab Erener · 
2004: Athena · 
2005: Gülseren · 
2006: Sibel Tüzün · 
2007: Kenan Doğulu · 
2008: Mor ve Ötesi · 
2009: Hadise · 
2010: MaNga · 
2011: Yüksek Sadakat · 
2012: Can Bonomo